# هال كانتر
هال كانتر (بالإنجليزية: Hal Kanter)‏ هو كاتب ومنتج أفلام وكاتب سيناريو أمريكي، ولد في 18 ديسمبر 1918 في سافانا في الولايات المتحدة، وتوفي في 6 نوفمبر 2011 في إنسينو ‏ في الولايات المتحدة.

## وصلات خارجية
- هال كانتر على موقع IMDb (الإنجليزية)
- هال كانتر على موقع ألو سيني (الفرنسية)
- هال كانتر على موقع ميوزك برينز (الإنجليزية)
- هال كانتر على موقع أول موفي (الإنجليزية)
- هال كانتر على موقع قاعدة بيانات الأفلام السويدية (السويدية)
- هال كانتر على موقع ديسكوغز (الإنجليزية)
- هال كانتر على موقع قاعدة بيانات الفيلم (الإنجليزية)
- هال كانتر على موقع كينوبويسك (الروسية)